# Archontkollegiet
Archontkollegiet (herskere) betegner de ni, årligt valgte, embedsmænd, der varetog det tidligere Athenske kongedømmes beføjelser, da Athen blev et  aristokrati.

## De ni embedsmænd
| Embedsmand   | Antal | Funktion                                                                                               |
| ------------ | ----- | --- |
| Archonten    | 1     | Den vigtigste embedsmand og samlede den civile myndighed. Årstallet blev dateret efter archontens navn |
| Basileus     | 1     | Basileus er det græske ord for konge. Han varetog styrets religiøse funktioner.                        |
| Polemarchen  | 1     | Leder i krig                                                                                           |
| Thesmotheter | 6     | Sørgede for retsplejen                                                                                 |

I Romertiden tabte Archontværdigheden sin betydning, og  senere forsvandt den helt, men dukkede op igen under det græske og senere det latinske kejserdømme som benævnelse på de store godsejere eller baroner i Grækenland. 